# Miguel Almirón
Miguel Ángel Almirón Rejala (ur. 10 lutego 1994 w Asunción) – paragwajski piłkarz występujący na pozycji skrzydłowego lub ofensywnego pomocnika w angielskim klubie Newcastle United oraz w reprezentacji Paragwaju.

## Życiorys

### Kariera klubowa
Wychowanek Cerro Porteño. Występował w klubach: Cerro Porteño, Lanús i Atlanta United FC. 
31 stycznia 2019 podpisał kontrakt z angielskim klubem Newcastle United, umowa do 30 czerwca 2024; kwota odstępnego 24 mln euro.

### Kariera reprezentacyjna
Znalazł się w kadrze na Copa América 2016.